# Asilus frosti
Asilus frosti là một loài ruồi trong họ Asilidae. Asilus frosti được Bromley miêu tả năm 1950. Loài này phân bố ở vùng Tân Bắc giới.